# L'ingresso del Portello
L'ingresso del Portello è un dipinto di Michele Cascella. Eseguito nel 1928, appartiene alle collezioni d'arte della Fondazione Cariplo.

## Descrizione
Si tratta di uno scorcio del Portello, quartiere periferico milanese a forte vocazione agricola. Si inserisce in un proficuo filone di vedute di Milano eseguite da Cascella.

## Storia
Realizzato nel 1928, fu esposto nel 1929 alla Galleria Pesaro e in quell'occasione venne acquistato dalla Fondazione Cariplo.